# Réseau hydrographique du Cantal
Le réseau hydrographique du Cantal est l'ensemble des éléments naturels (rivières) ou artificiels (canaux), drainant le territoire du département du Cantal (région Auvergne-Rhône-Alpes, France). Il regroupe ainsi des cours d'eau ou canaux situés entièrement ou partiellement dans le Cantal.
Le réseau hydrographique départemental présente une longueur de près de 6 300 km. De nombreux plans d'eau, alimentés par ces cours d'eau, complètent ce réseau, dont certains sont remarquables : la retenue de Bort-Les-Orgues, la retenue du Chastang, la retenue de Saint-Étienne-Cantalès.

## Caractéristiques

### Cours d'eau

#### Notion de cours d'eau
Jusqu'en 2016, aucun texte législatif ne définissait la notion de cours d’eau. Ce n'est qu'avec la loi du 8 août 2016 pour la reconquête de la biodiversité, de la nature et des paysages que cette lacune est comblée. L'article 118 de cette loi insère un nouvel article L. 215-7-1 dans le code de l'environnement précisant que « constitue un cours d'eau un écoulement d'eaux courantes dans un lit naturel à l'origine, alimenté par une source et présentant un débit suffisant la majeure partie de l'année. L'écoulement peut ne pas être permanent compte tenu des conditions hydrologiques et géologiques locales. ». Ainsi les trois critères cumulatifs caractérisant un cours d'eau sont :
- la présence et la permanence d’un lit naturel à l’origine, ce qui distingue les cours d’eau (artificialisés ou non) des fossés et canaux creusés par la main de l’homme ;
- l’alimentation par une source ;
- la permanence d’un débit suffisant une majeure partie de l’année, critère qui doit être évalué en fonction des conditions climatiques et hydrologiques locales.

#### Cours d'eau du Cantal
Le réseau hydrographique départemental présente une longueur de près de 6 300 km.

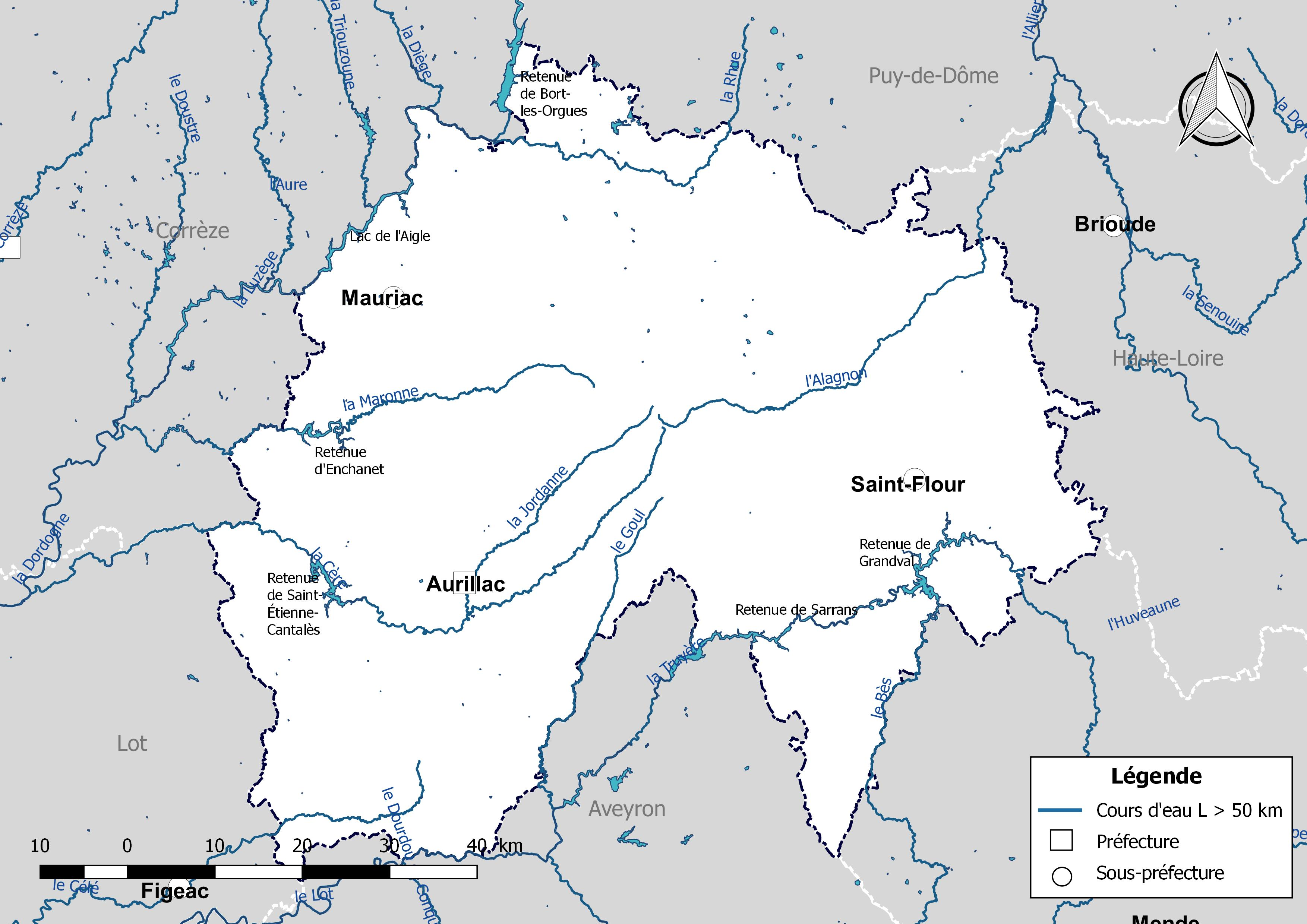
Carte des cours d'eau de longueur supérieure à 50 km du Cantal.
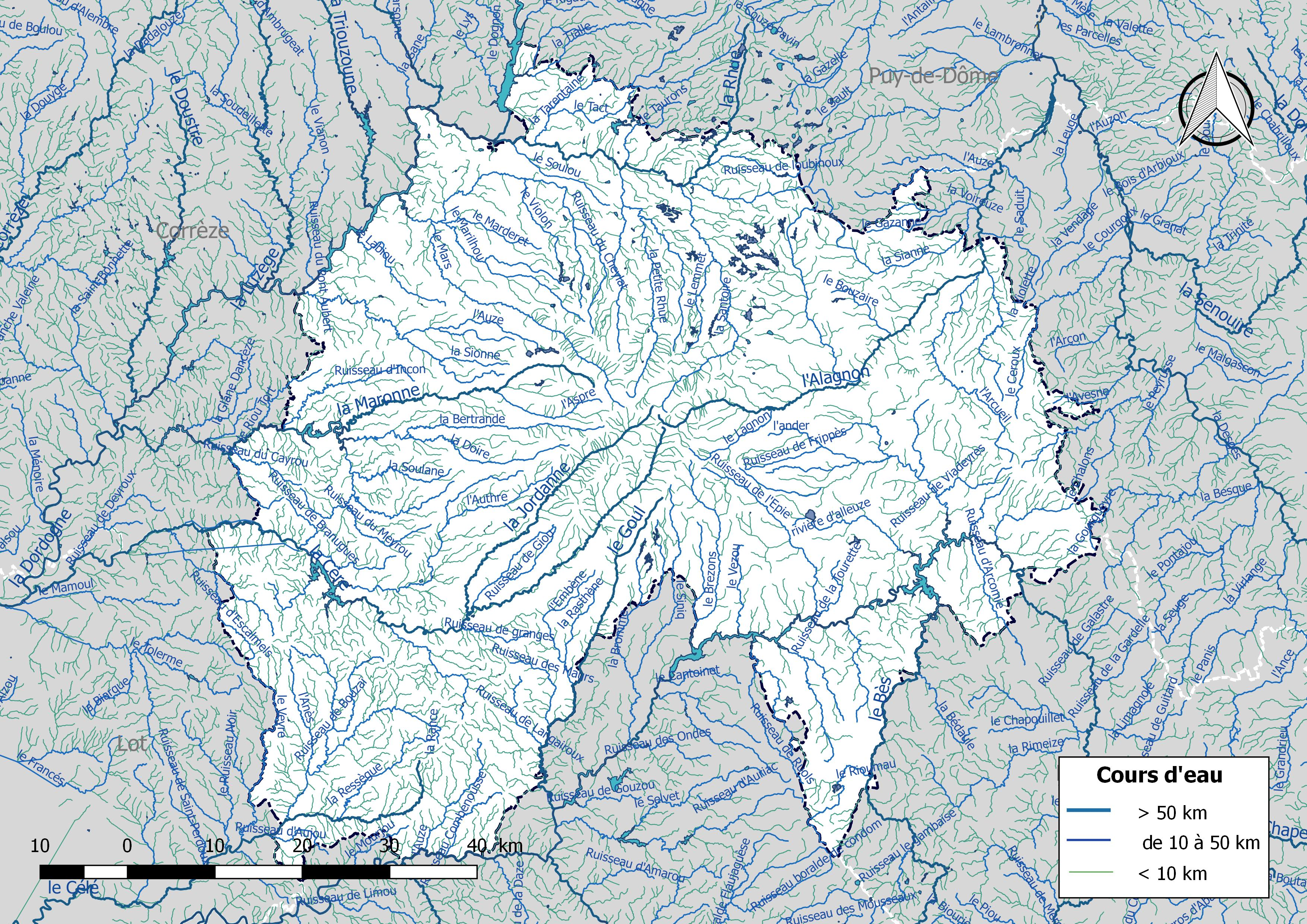
Carte de l'ensemble du réseau hydrographique du Cantal.

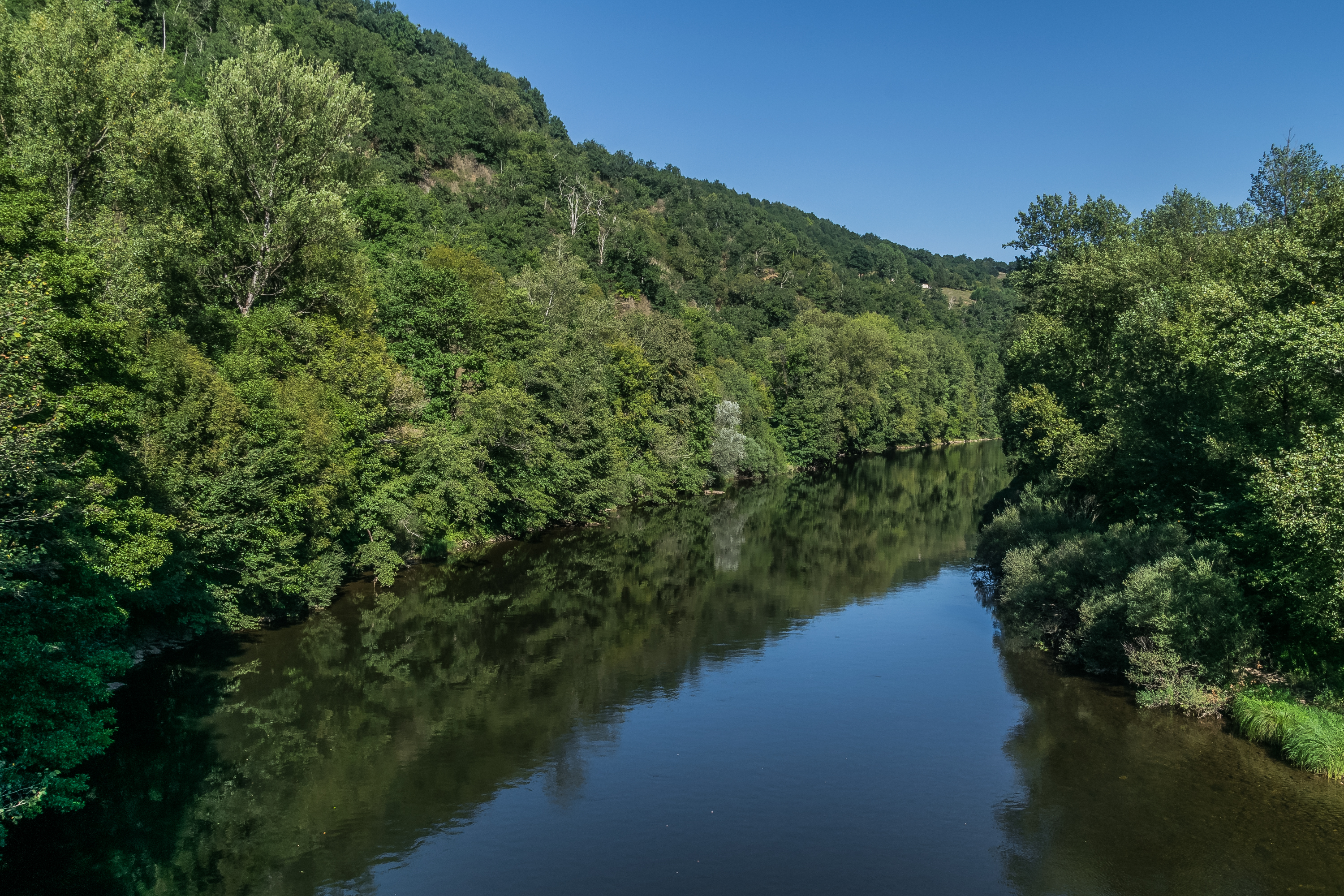
Le Lot près de Vieillevie.
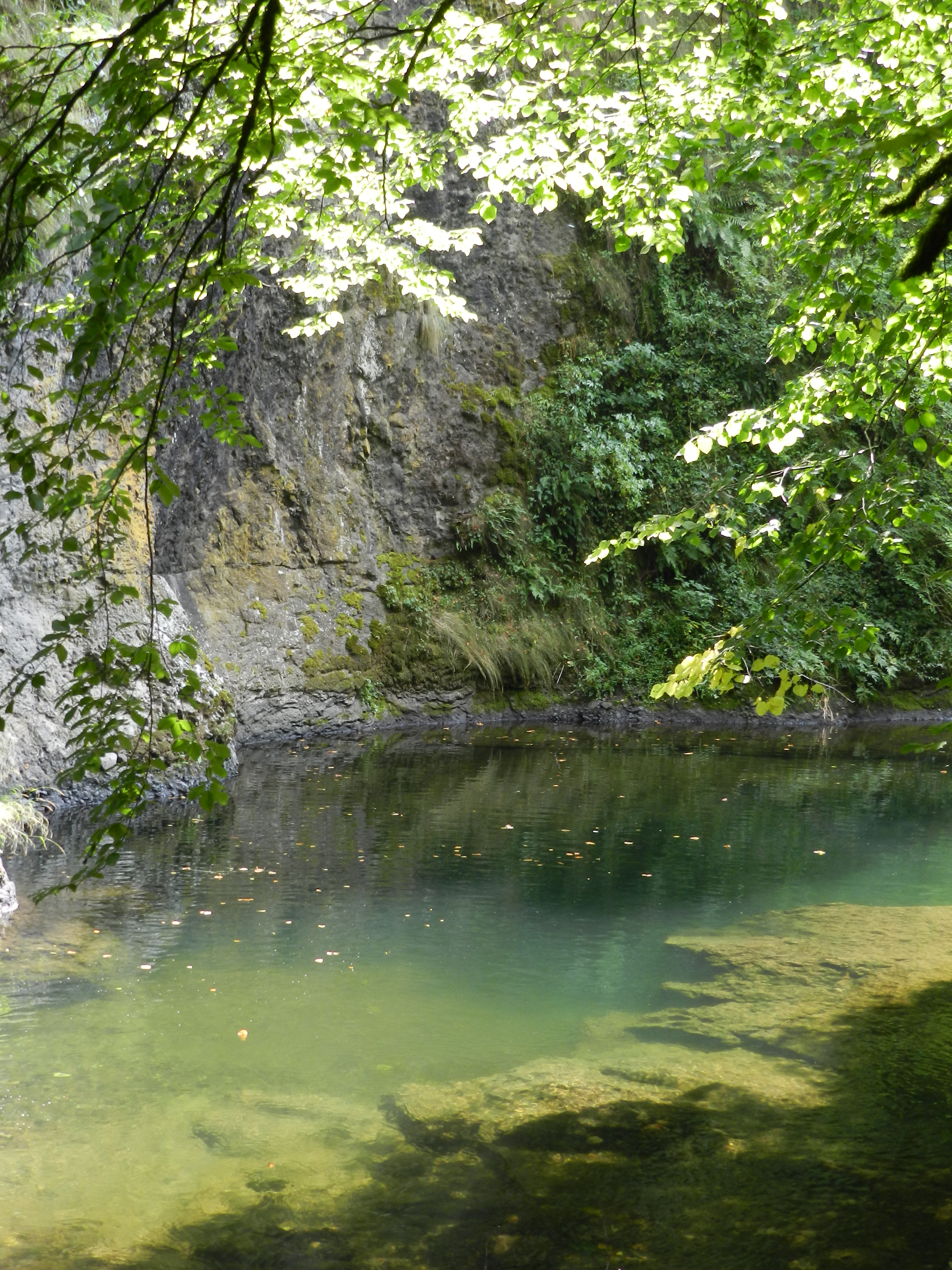
Les gorges de la Jordanne.
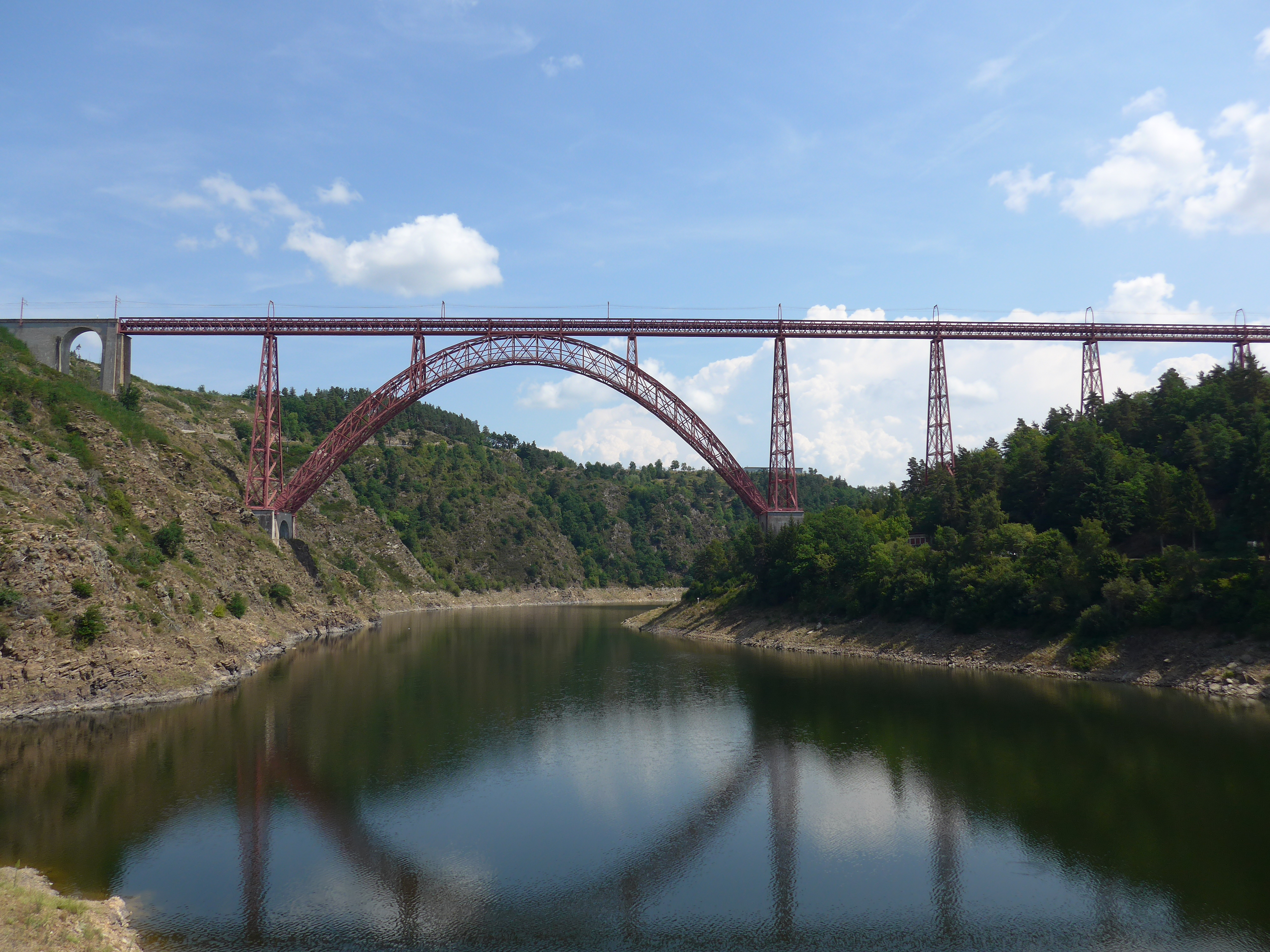
Le viaduc de Garabit, franchissant la Truyère.
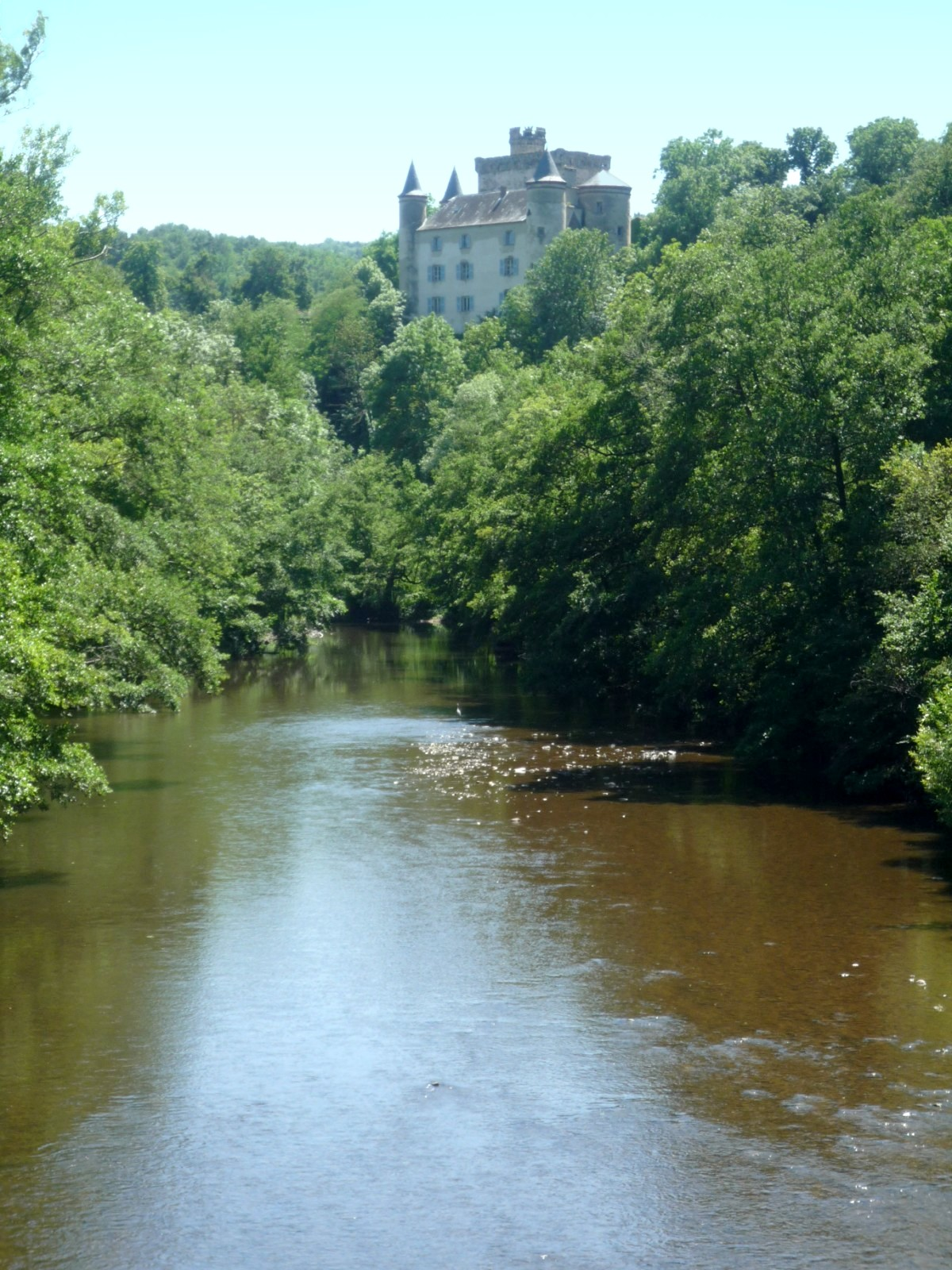
L'Alagnon à Torsiac.
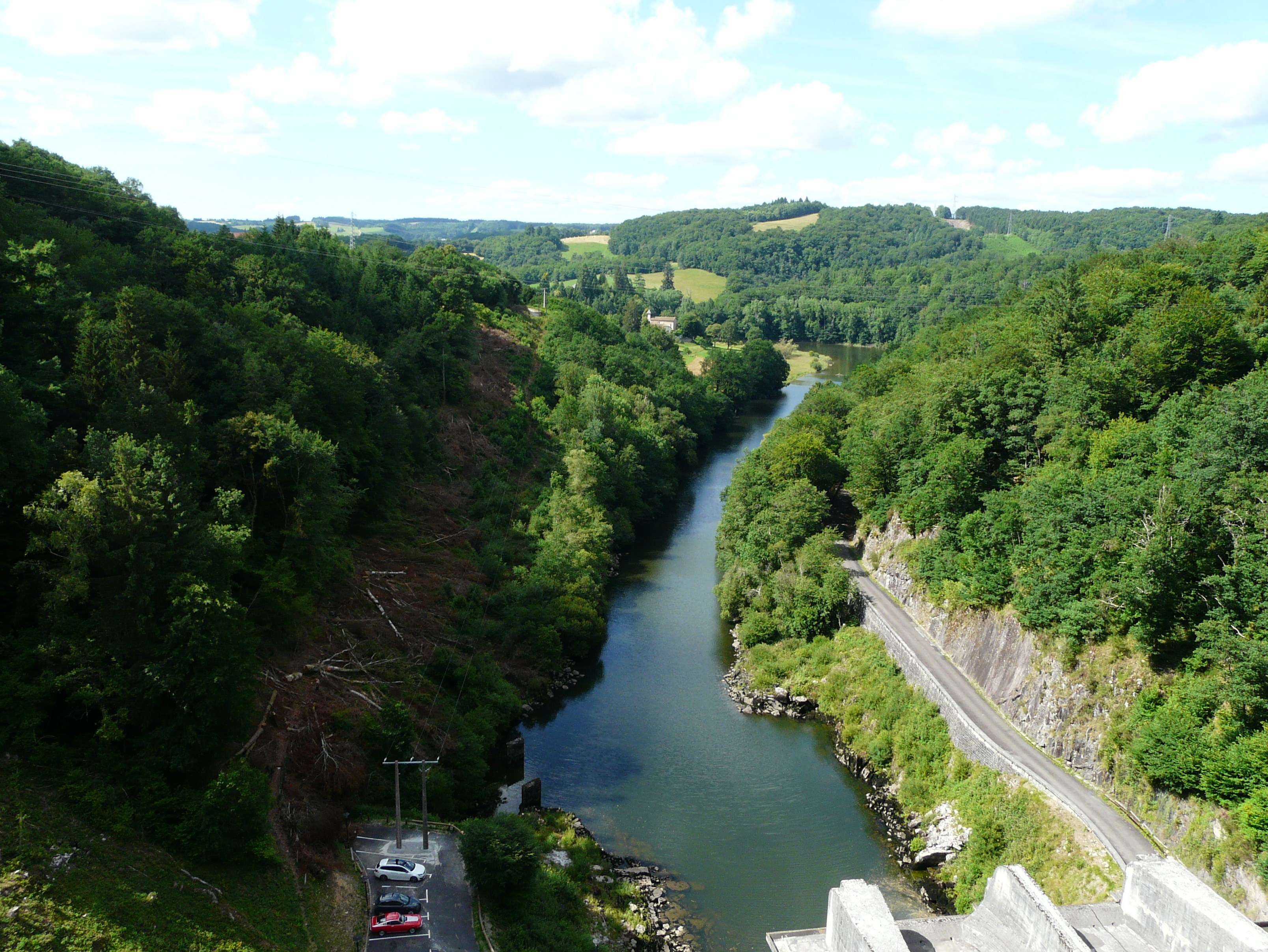
En aval du barrage, la Cère sépare Saint-Gérons (à gauche) de Saint-Étienne-Cantalès (à droite).

#### Hydrologie des principaux cours d'eau
Les données hydrologiques des principaux cours d'eau du Cantal sont acquises grâce à un ensemble de 29 stations de mesure et sont stockées dans une base de données nationale dénommée Banque Hydro. Les hauteurs d'eau sont mesurées à des pas variables et permettent de calculer, par station, les débits instantanés, journaliers, mensuels... à partir des valeurs de hauteur d'eau et des courbes de tarage (relations entre les hauteurs et les débits). Ces valeurs sont actualisées à chaque mise à jour d'une hauteur ou d'une courbe de tarage (addition, précision supplémentaire, correction...). Ces 29 stations de mesure sont les suivantes : 
À l'échelle des bassins versants, la gestion de la ressource en eau s’appuie sur un ensemble de points nodaux, définis par le schéma directeur d'aménagement et de gestion des eaux (SDAGE), pour lesquels sont fixés des débits de référence correspondant à des situations de débit faible, notamment en période estivale. Les schémas d'aménagement et de gestion des eaux (SAGE) peuvent aussi définir des points nodaux complémentaires à l’intérieur de leur périmètre. À chaque point correspond une zone d'influence équivalente au bassin amont du point nodal. Lorsque le débit  observé devient inférieur aux débits seuils, des mesures restrictives sont appliquées par arrêtés préfectoraux sur le territoire correspondant à la zone d’influence du point nodal considéré. Les débits seuils sont :
- le débit objectif d’étiage (DOE) qui constitue le débit en dessous duquel la vie aquatique est altérée ;
- le débit seuil d’alerte (DSA) à partir duquel des mesures de restriction d’usage sont déclenchées ;
- le débit de crise (DCR) au niveau duquel toutes les mesures possibles de restriction des prélèvements et des rejets sont mises en œuvre.

Le SDAGE 2010-2015 Adour-Garonne ne définit dans le Cantal aucun point nodal. La station la plus proche susceptible d'affecter le département en cas de sécheresse est située dans le Lot, sur la Dordogne à Carennac.

### Plans d'eau et milieux aquatiques
Les principaux plans d'eau dans le département du Cantal sont essentiellement des lacs articiels :
- Retenue de l'Aigle
- Retenue de Bort-Les-Orgues
- Retenue du Chastang
- Retenue d'Enchanet
- Retenue du Goul
- Retenue du Gour Noir
- Retenue de Grandval
- Retenue de Lanau
- Retenue de Lastioulles
- Retenue de Marèges
- Retenue de Saint-Étienne-Cantalès
- Retenue de Sarrans

## Gouvernance de bassin

### Bassins
La gestion de l’eau, soumise à une législation nationale et à des directives européennes, se décline par bassin hydrographique, au nombre de sept en France métropolitaine, échelle cohérente écologiquement et adaptée à une gestion des ressources en eau. Le Cantal est découpé en deux bassins : le bassin Adour-Garonne, correspondant aux bassins de la Dordogne et du Lot, et le bassin Loire-Bretagne, qui sont à la fois des circonscriptions administratives de bassin, territoires de gestion dont les limites sont des limites communales, et des bassins hydrographiques, territoires hydrographiques dont les limites sont des lignes de partage des eaux.

#### Découpage hydrographique
Les bassins hydrographiques sont découpés dans le référentiel national BD Carthage en éléments de plus en plus fins, emboîtés selon quatre niveaux : régions hydrographiques, secteurs, sous-secteurs et zones hydrographiques. Le département est découpé en trois régions hydrographiques : « la Loire de sa source à la Vienne », la « Garonne » et la « Dordogne », correspondant à trois grands bassins versants : le bassin de la Loire, avec sous-bassin de l'Allier, le bassin de la Dordogne, et le bassin de la Garonne, avec le sous-bassin du Lot.
Les secteurs et sous-secteurs peuvent être regroupés dans des bassins versants homogènes. Dans le bassin Adour-Garonne, un découpage hydrographique spécifique a été défini pour les eaux de surface par le SDAGE 1996 et conservé dans les SDAGE 2010 puis 2016 : les unités hydrographiques de référence (UHR). La logique de définition repose sur les trois points suivants  : une cohérence hydrogéographique forte, une taille moyenne et un bon cadrage de ces unités par les réseaux nodaux du SDAGE (qualité et quantité). 
Bassin de la Loire
Le bassin versant de l’Allier couvre dans sa totalité une superficie de 14 320 km2 et à peu près un cinquième de la superficie du département, formant un triangle irrégulier qui a pour sommet le Plomb du Cantal, et dont l'axe est dirigé vers le nord-est. Il comprend quatre sections depuis ses sources en Lozère, au Moure de la Gardille (altitude de 1 485 m), jusqu’à sa confluence avec la Loire au Bec d’Allier à proximité de Nevers (altitude de 170 m) : le Haut-Allier (de ses sources jusqu’à Vieille-Brioude) - le val d’Allier Brivadois (de Vieille-Brioude à Issoire) - la zone de transition (d’Issoire à Pont-du-Château) - l’Allier des plaines (de Pont-du-Château à sa confluence avec la Loire). L'Alagnon, qui prend sa source dans le Cantal se situe dans la section du Haut-Allier. Les eaux de ce bassin rejoignent l'Allier qui conflue ensuite avec la Loire et constitue ainsi un sous-bassin du bassin de la Loire.
Bassin de la Dordogne
Le bassin de la Dordogne, occupant une grande partie nord-ouest du département, est le plus important par l'espace qu'il occupe et le nombre de ses affluents dans le Cantal, notamment la Cère et la Maronne, qui constituent de grands réservoirs hydroélectriques. Le territoire du bassin de la Dordogne situé dans le département du Cantal, d'une superficie de 2 882,23 km2 appartient au sous-bassin de la Haute-Dordogne, lui-même d'une superficie de 6 179,01 km2 et couvrant cinq départements (le Cantal, la Corrèze, la Creuse, le Lot et le Puy-de-Dôme). Les cours d’eau principaux de ce sous-bassin sont l’Auze, la Cère, le Chavanon, la Diège, la Dordogne, le Doustre, la Luzège, la Maronne, la Rhue et la Sumène. Le bassin de la Dordogne appartient lui-même au bassin Adour-Garonne.
L'UHR correspondant au bassin de la Dordogne dans le département du Cantal est « Dordogne amont ».
Bassin de la Garonne
le Célé ainsi que la Truyère et son affluent le Goul sont les trois principaux cours d'eau qui drainent le territoire du bassin du Lot dans le sud-est et le sud-ouest du département. Les eaux de ce bassin rejoignent la Garonne, formant ainsi un sous-bassin du bassin de la Garonne. Le bassin de la Garonne est découpé, dans le département du cantal, en trois UHR : « Truyère », « Lot aval » et « Célé » ;

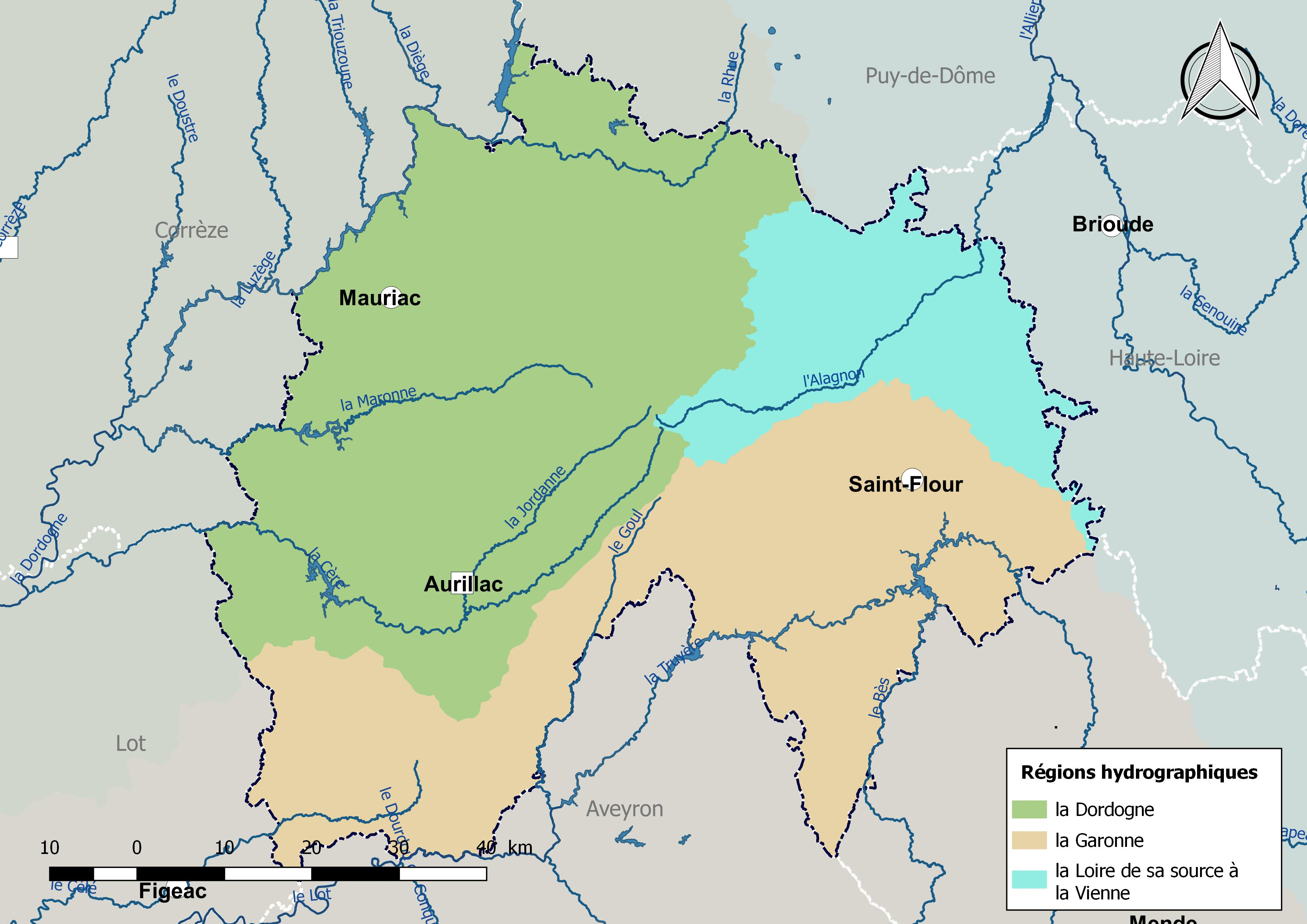
Le Cantal est découpé en trois régions hydrographiques.
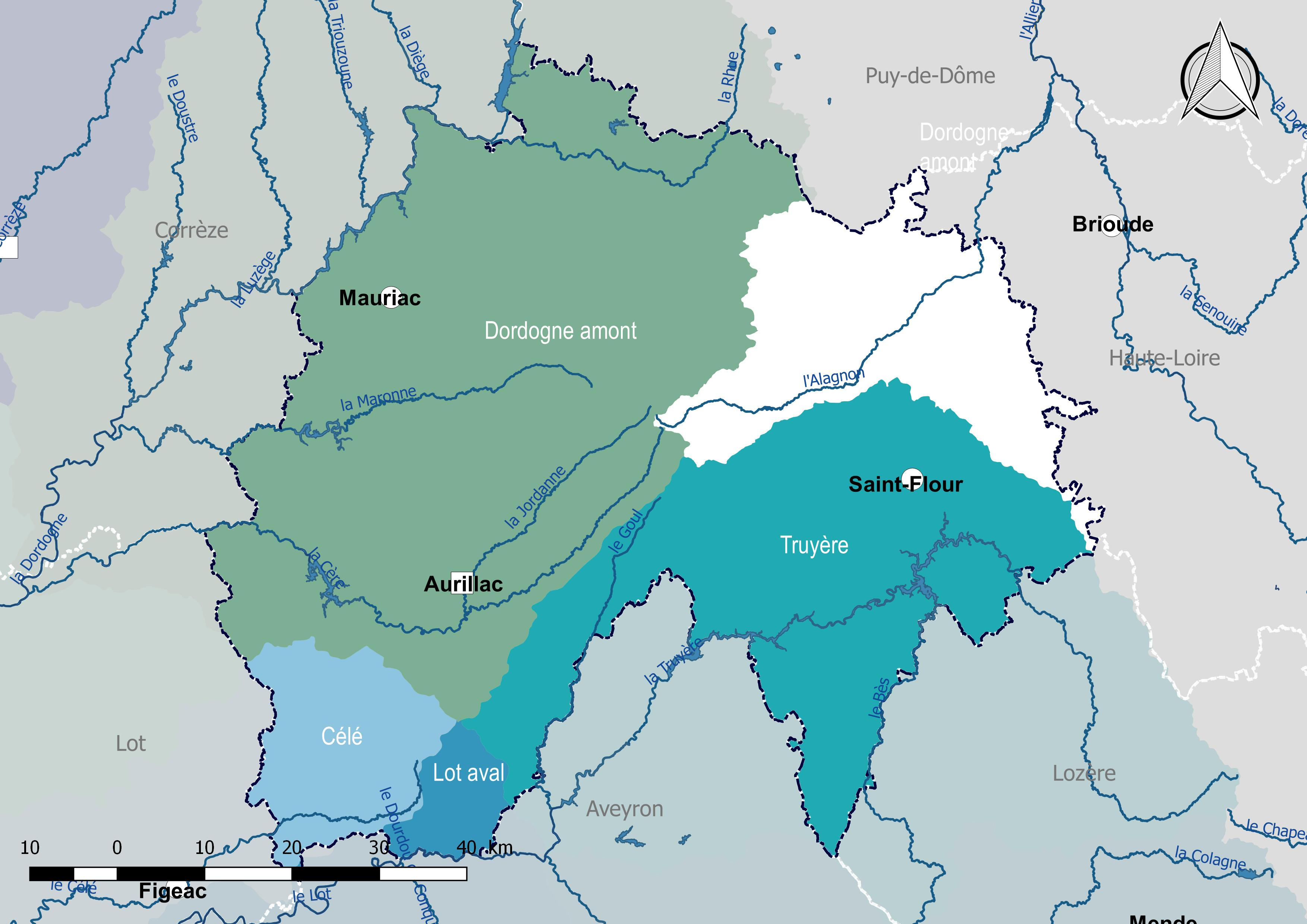
Les unités hydrographiques de référence (UHR) au sein du bassin Adour-Garonne.

#### Découpage administratif
Chaque circonscription de bassin, également appelée bassin Directive-cadre sur l'eau (bassin DCE), est découpée en sous-bassins administratifs, dénommés aussi sous-bassins DCE, qui constituent un niveau intermédiaire d’agrégation entre la masse d'eau et le bassin Directive-cadre sur l'eau. Le Cantal est découpé en trois sous-bassins : « Allier-Loire amont » dans le bassin Loire-Bretagne, « Dordogne » et « Lot » dans le bassin Adour-Garonne. 

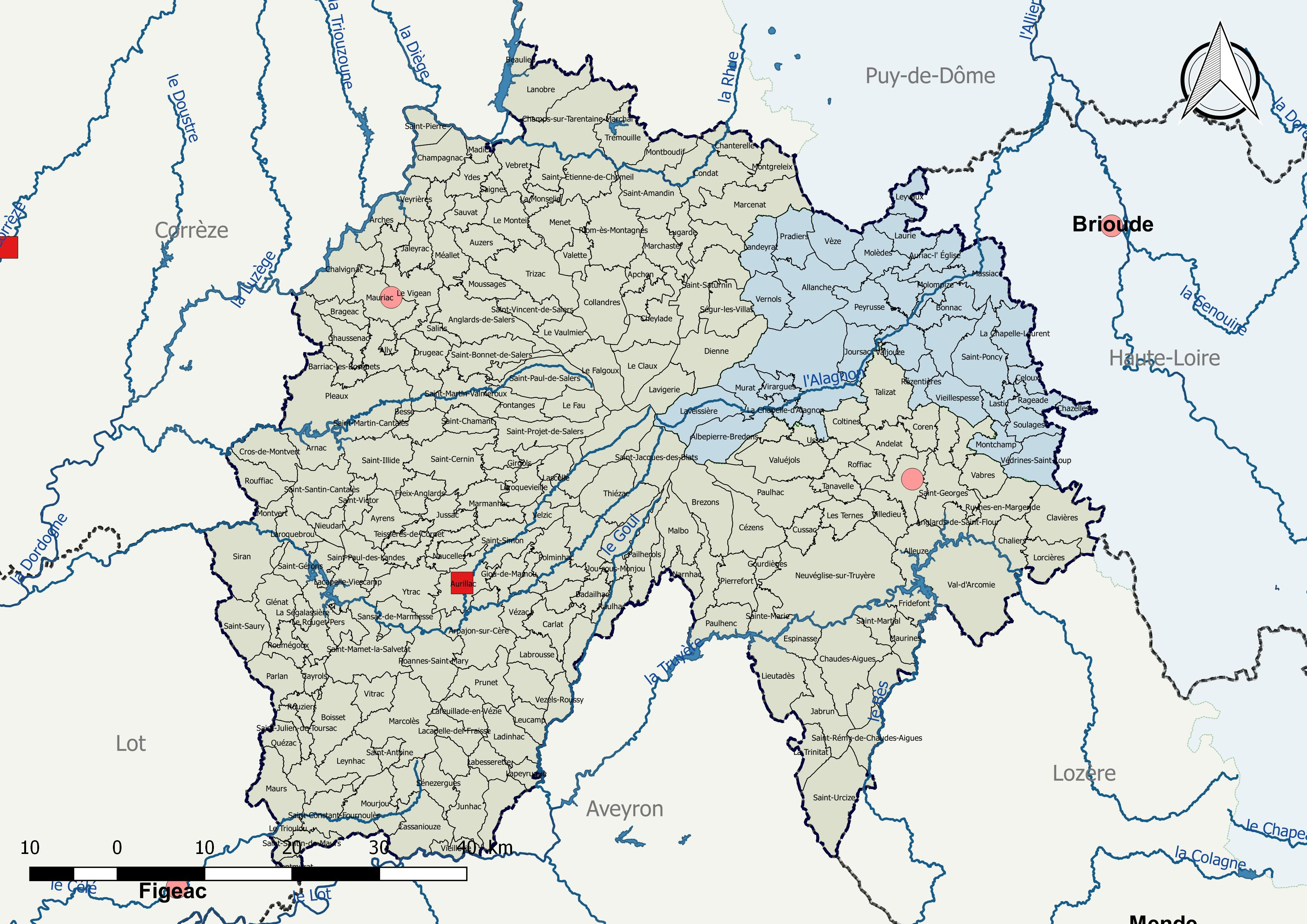
Le Cantal est découpé en deux bassins DCE :  Adour-Garonne et Loire-Bretagne.
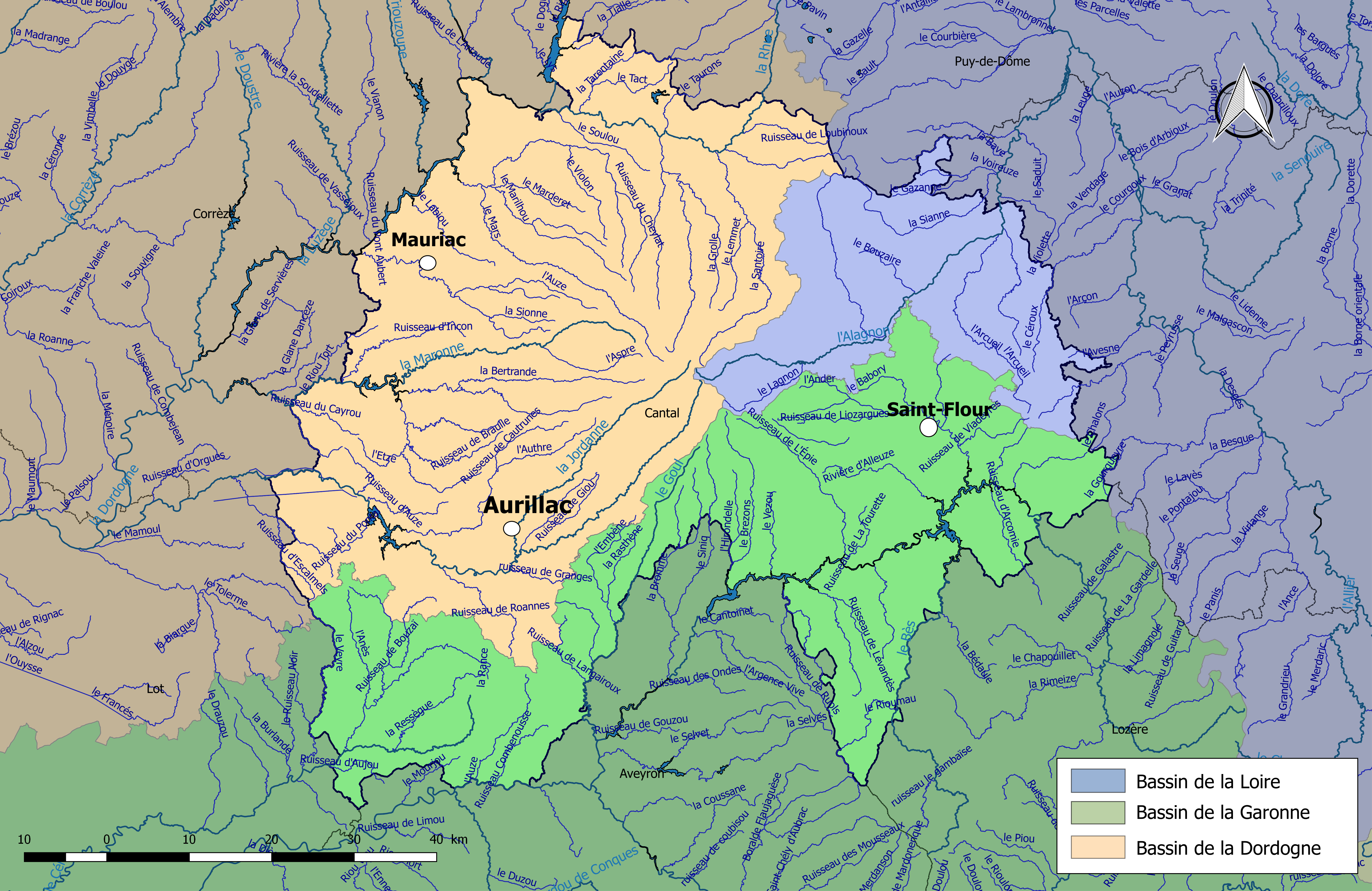
Le Cantal est découpé en trois sous-bassins : « Allier-Loire amont », « Lot » et « Dordogne », correspondant aux bassins de la Loire, de la Garonne et de la Dordogne.

### Acteurs
La planification de l’eau s’appuie sur une gouvernance qui fait intervenir différents acteurs que l’on peut schématiquement répartir en quatre groupes : sphère de décision, instances de préparation des décisions, instances techniques et partenaires du bassin associés à la planification. La sphère de décision comprend le comité de bassin et le préfet coordonnateur de bassin.

#### Instances de bassin
Les instances de bassins sont constituées de deux entités :
- Le comité de bassin, une instance de concertation qui regroupe différents acteurs, publics ou privés, agissant dans le domaine de l’eau : collectivités, État, usagers, personnes qualifiées, milieux socioprofessionnels et le préfet coordonnateur de bassin. Le département du Cantal dépend, selon les parties de son territoire, des comités de bassins Adour-Garonne et Loire-Bretagne.
- L'agence de l'eau, un établissement public à caractère administratif de l’État. Le département du Cantal dépend de deux agences de l'eau :
  - l'agence de l'eau Loire-Bretagne, dont le siège est à Orléans, et plus particulièrement de la délégation « Allier-Loire amont » de l'agence de l'eau. Celle-ci assure le secrétariat de la commission territoriale Allier-Loire amont du comité de bassin et intervient sur les SAGE du territoire[40] ;
  - l'agence de l'eau Adour-Garonne

#### Commissions locales de l'eau
Une Commission locale de l'eau est définie à l'échelle de chaque schéma d'aménagement et de gestion des eaux (SAGE), qui respectant le SDAGE, précise les objectifs plus détaillés de l’utilisation de l’eau. Elle est composée de 50 % d’élus, 25 % d’usagers, 25 % d'administrations.

#### Établissements publics territoriaux de bassin
La loi du 30 juillet 2003 relative à la prévention des risques technologiques et naturels et à la réparation des dommages a fait des établissements publics territoriaux de bassin (EPTB) des acteurs officiels de la politique de l'eau à l'échelle d'un bassin versant ou d'un sous-bassin. Leur rôle a été renforcé par la loi sur l'eau et les milieux aquatiques du 30 décembre 2006 et par la loi du 12 juillet 2010 portant engagement national pour l’environnement (Grenelle 2). Leur périmètre doit répondre à la cohérence hydrographique d'un bassin ou d’un sous-bassin hydrographique, sans limite de taille minimum. Ils sont déconnectés des limites administratives des collectivités membres.
Trois EPTB sont compétents sur le territoire du Cantal :
- bassin versant du Lot : Entente Vallée du Lot (Établissement public interdépartemental du Lot), regroupant cinq départements (de l’amont vers l’aval : Lozère, Cantal, Aveyron, Lot et Lot-et-Garonne) ;
- bassin versant de la Dordogne : EPIDOR (Établissement public interdépartemental de la Dordogne), regroupant six départements (de l’amont vers l’aval : Puy-de-Dôme, Corrèze, Cantal, Lot, Dordogne et Gironde ;
- bassin de la Loire et potentiellement sur le bassin de l’Alagnon : Établissement public Loire, ex EPALA (Établissement public d’aménagement de la Loire et de ses affluents).

### Planification
La DCE du 23 octobre 2000 déploie une logique de planification (les « plans de gestion » que sont les schémas directeurs d’aménagement et de gestion des eaux (SDAGE) en France), associée à une politique de programmation (les « programmes de mesures » - PdM), à l’échelle des grands bassins hydrographiques.

#### SDAGE
Le schéma directeur d'aménagement et de gestion des eaux (SDAGE) est un document de planification dans le domaine de l’eau. Il définit, pour une période donnée de six ans, les grandes orientations pour une gestion équilibrée de la ressource en eau ainsi que les objectifs de qualité et de quantité des eaux à atteindre dans le bassin hydrographique dont dépend le département. Il est établi en application des articles L.212-1 et suivants du code de l’environnement. Le département du Cantal est concerné par les SDAGE Adour-Garonne et Loire-Bretagne.
| SDAGE                | Approbation par le Préfet coordonnateur de bassin | Approbation par le Préfet coordonnateur de bassin |
| SDAGE                | Période 2010-2015                                 | Période 2016-2021                                 |
| -------------------- | ------------------------------------------------- | ------------------------------------------------- |
| SDAGE Adour-Garonne  | 1er décembre 2009                                 | 1er décembre 2015                                 |
| SDAGE Loire-Bretagne | 18 novembre 2009                                  | 18 novembre 2015                                  |

#### SAGE
Le schéma d'aménagement et de gestion des eaux (SAGE) est un outil de planification au périmètre plus restreint que le SDAGE. Il est fondé sur une unité de territoire où s’imposent une solidarité physique et humaine (bassins versants, nappes souterraines, estuaires, …). Il fixe les objectifs généraux, les règles, les actions et moyens à mettre en œuvre pour gérer la ressource en eau et concilier tous ses usages. Le SAGE est élaboré par une commission locale de l'eau (C.L.E.) composée d’élus, d’usagers et de représentants de l’Etat. Il doit être approuvé par le Préfet après avis du comité de bassin pour devenir opposable aux décisions publiques. Les SAGE doivent être compatibles avec les orientations du SDAGE en application sur leur territoire.
Dans le département, quatre territoires sont engagés dans une démarche de SAGE : « Haut-Allier », « Alagnon », « Dordogne amont » et « Célé »,.

## Gouvernance locale

### Police de l'eau

#### Acteurs
La police de l'eau réglemente les installations, ouvrages, travaux ou activités qui peuvent exercer des pressions sur les milieux. Elle est assurée par trois polices spécialisées : la police de l’eau et des milieux aquatiques, la police de la pêche, la polices des installations classées. Les acteurs principaux sont  :
- la Mission interservice de l'eau et de la nature (ex Mission interservices de l’eau - MISE) rassemble sous l'autorité du préfet et le pilotage de la DDT de nombreux services de l'État tels que la Direction régionale de l'environnement, de l'aménagement et du logement (DREAL), la Direction régionale de l'alimentation, de l'agriculture et de la forêt de la région Auvergne-Rhône-Alpes (DRAAF), la Direction départementale de la protection des populations (DDPP), l'Office national de la chasse et de la faune sauvage (ONCFS), la gendarmerie ainsi que des établissements publics de l'État : Agence régionale de santé (ARS), agences de l'eau[52] ;
- l'Office national de l'eau et des milieux aquatiques (Onema) dont l'action se coordonne avec l’ensemble des services des polices de l’eau dans le cadre de conventions avec les préfets ;
- la direction départementale des territoires (DDT) du Cantal est le service départemental de la police de l'eau du département du Cantal ;
- la gendarmerie et les maires sont compétents pour constater les infractions et les pollutions.

En outre, par le biais de la Mission d'assistance à la gestion de l’eau (MAGE) rattachée à son service environnement, le Conseil départemental du Cantal assure une mission d’appui et de conseil auprès des communes et de leurs groupements.

#### Cartographie des cours d'eau au titre de la police de l'eau
En lien avec la loi pour la reconquête de la biodiversité, de la nature et des paysages, publiée au Journal officiel du 9 août 2016, définissant la notion de cours d’eau, une instruction du gouvernement du 3 juin 2015 demande aux services d’État de mettre en place une cartographie du réseau hydrographique dans chaque département, afin de permettre aux riverains concernés de distinguer facilement les cours d’eau des fossés, non soumis aux mêmes règles : une intervention sur un cours d’eau allant au-delà de l’entretien courant ne peut en effet se faire que dans le cadre d’une déclaration ou autorisation « loi sur l’eau ». En outre les agriculteurs qui demandent les aides de la Politique agricole commune doivent implanter ou conserver une bande tampon de 5 mètres le long des cours d'eau classés au titre des Bonnes conditions agricoles et environnementales (BCAE). Dans ce cadre, les services de l'État ont engagé une démarche progressive d'identification des cours d'eau et publié une carte des cours d'eau.

### Gestion intercommunale des cours d’eau
Force est de constater que la rivière n’est plus utilisée pour les besoins des riverains, que les travaux d’entretien sont coûteux et que le mode d’occupation des sols ainsi que les pratiques culturales ont été profondément modifiés. Les collectivités territoriales sont dès lors autorisées, mais ce n’est pas une obligation, à se substituer aux riverains pour assurer l’entretien et l’aménagement des cours d’eau non domaniaux lorsque ces travaux présentent un caractère d’intérêt général ou d’urgence (Article L.211-7 Code de l’Environnement). La constitution de syndicats intercommunaux pour l’entretien des rivières garantit la cohérence des interventions, permet de mutualiser les moyens des communes et de bénéficier de subventions publiques. Les communes ont donc été amenées petit à petit à se substituer aux riverains. Elles se sont regroupées en syndicats de rivières et ont pris en charge les travaux sur les cours d’eau non domaniaux.

#### Syndicats de rivières
Six syndicats de rivières sont actifs en 2018 dans le département :

## Entretien et aménagement

### Entretien des cours d'eau

#### Réglementation
D’un point de vue réglementaire, la loi sur l'eau et les milieux aquatiques du 30 décembre 2006 (LEMA) a modifié la définition de l’entretien d’un cours d’eau fixée à l’article L.215-14 du code de l’environnement. Selon cet article, l’entretien régulier a pour objet « de maintenir ce cours d’eau dans son profil d’équilibre, de permettre l’écoulement naturel des eaux et de contribuer à son bon état écologique ou, le cas échéant, à son bon potentiel écologique, notamment par enlèvement des embâcles, débris et atterrissements, flottants ou non, par élagage ou recépage de la végétation des rives ». Les travaux susceptibles d’être engagés pour procéder à l’entretien sont strictement encadrés (articles L. 215-14 et R.215-2 du code de l’environnement) et doivent correspondre notamment à l'enlèvement des embâcles, débris et atterrissements, flottants ou non, l'élagage ou le recépage de la végétation des rives,. Selon leur nature, les travaux d'entretien sont soumis à autorisation ou déclaration.

### Aménagement des cours d'eau
L'aménagement des cours d'eau comprend, entre autres :
- la réalisation d'infrastructures et de bâtiments (travaux routiers, zone d'aménagement concertée...) ;
- la protection de berges ;
- la restauration hydro-morphologique des cours d’eau, c’est-à-dire de ses profils en long et en travers et de son tracé planimétrique : capture, méandres, etc. ;
- la restauration de la continuité écologique, c’est-à-dire la possibilité de circulation des espèces animales et le bon déroulement du transport des sédiments.

Selon leur nature, les travaux d'aménagement sont soumis à autorisation ou déclaration.

## Qualité des cours d'eau dans le Cantal

### Rivières sauvages
En France, 7 % des masses d’eau seulement sont en « très bon état écologique » (DCE), et moins de 1 % des rivières pourraient être qualifiées de « sauvages » puisqu'aucune rivière n'est réellement pas affectée par les activités anthropiques aujourd’hui. Cependant il est important de préserver et de protéger les rares cours d’eau proches de cet état « naturel » puisque ce sont des milieux emblématiques, très vulnérables, et menacés par les activités humaines d’autant plus qu’aucune politique de préservation efficace des « dernières rivières naturelles » n’existe actuellement. Dans ce cadre, European Rivers Network, Association loi 1901 d’intérêt général, a engagé en 2014 un programme « Rivières Sauvages » visant l’attribution d’un label, marque de reconnaissance pour les rivières à très forte valeur patrimoniale et de valorisation d'un territoire et de sa qualité environnementale. En 2015, le département du Cantal s’est engagé dans une démarche d’identification des « Rivières Sauvages ». Plusieurs cours d’eau ou bassins ont été ou seront étudiés : le bassin de la Rasthène, au sud du département, le bassin du Rat et du Roucheyre (à l’ouest du département) et le massif cantalien (secteurs amont des bassins du Mars, de la Santoire et de la Jordanne)
.

## Pêche et peuplements piscicoles

### Droit de pêche et associations de pêche
Le propriétaire riverain a le droit de pêche jusqu’à la limite de sa propriété (milieu de cours d’eau) sous réserve de disposer d’une carte de pêche (L. 435-4 et R435-34 à 39 du code de l’Environnement). S’il le souhaite, le propriétaire peut signer un bail de pêche avec une association (exemple l'AAPPMA) ou la fédération de pêche pour la Loire. En donnant le droit de pêche, qui ne le dessaisit pas lui-même de ce droit, il doit laisser un accès aux pêcheurs membres de cette association. En 2018, il y a 15 associations agréées de Pêche et de Protection du Milieu Aquatique (AAPPMA). Tout pêcheur non propriétaire riverain doit avoir acquis une carte de pêche pour la saison d'exercice. Celle-ci constitue avant tout un droit d’accès et d’exercice sur les territoires autorisés.

### Classement et peuplements piscicoles
La catégorie piscicole est un classement juridique des cours d'eau en fonction des groupes de poissons dominants. Un arrêté réglementaire préfectoral permanent reprend l’ensemble des dispositions applicables en matière de pêche dans le département du Cantal en les différenciant selon les catégories piscicoles. Ces dispositions sont reprises sur le site de la fédération de pêche du Cantal.

#### Cours d'eau de première catégorie
Un cours d'eau est déclaré de première catégorie lorsque le peuplement piscicole dominant est constitué de salmonidés (truite, omble chevalier, ombre commun, huchon). Si elles sont naturellement présentes (et non issues de réempoissonnements successifs), ces espèces sont réputées être de bons bioindicateurs. Elles sont en général accompagnées par d'autres petits poissons (vairon, chabot, etc). Ce type de cours d'eau est souvent qualifié de « rivière à truites ». Dans le Cantal, tous les cours d'eau non classés en deuxième catégorie sont classés en première catégorie.

#### Cours d'eau de deuxième catégorie
Pour un cours d'eau de deuxième catégorie, l'espèce biologique dominante est constituée essentiellement de poissons blancs (cyprinidés) (donc rivière cyprinicole) et de carnassiers (brochet, sandre et perche). Depuis les années 1990 ce type de rivières est également peuplé de silures. Dans le Cantal, les cours d'eau classé en deuxième catégorie sont :
- le Lot ;
- la Truyère, en aval du pont de Longevialle, fin du remous du lac de retenue de Grandval ; le Bès, en aval de l'usine électrique du Vergne ; le ruisseau des Ternes ou d'Alleuze, en aval du pont d'Alleuze ; le Lander, en aval de l'ancien moulin de Saint-Michel, à la hauteur de l'auberge dite « du Bout du Monde » (commune de Saint-Georges) ; les autres affluents de la Truyère, pour les parties comprises dans les plans d'eau des lacs de retenue de Grandval, Lanau et Sarrans ;
- la Dordogne ;
- les parties de la Sumène et de ses affluents comprises dans le lac de retenue du barrage de l'Aigle.
- le Labiou, en aval du confluent avec le ruisseau du Puy-des-Vignes ;
- la Maronne, en aval du confluent avec le ruisseau Marty, et ses affluents, pour les parties comprises dans les lacs de retenue du Gour Noir et d'Enchanet ;
- la Cère, entre le confluent du ruisseau de la Palisse, 300 mètres au-dessus du Pont de Maudour (limite amont de la retenue du barrage de Saint-Étienne-Cantalès) et le barrage de Nèpes ;
- la retenue hydro-électrique de Lastioulles.

## Continuité écologique

### Notion de continuité écologique
La continuité d’un cours d’eau est une notion introduite en 2000 par la Directive cadre européenne sur l'eau. En droit français, l'article R214-109 du code de l'environnement définit la notion d'obstacle à la continuité écologique. A contrario, la continuité écologique est obtenue en supprimant ou limitant ces obstacles et doit permettre d'assurer :
- la libre circulation des organismes aquatiques et leur accès aux zones indispensables à leur reproduction, leur croissance, leur alimentation ou leur abri ;
- le transport naturel des sédiments de l’amont à l’aval des cours d’eau.
- les connexions latérales avec les réservoirs biologiques et en assurer leur bonne hydrologie.

Le défaut de continuité écologique peut être la conséquence de la présence d'ouvrages en travers des cours d'eau, mais aussi d'ouvrages coupant les connexions latérales. En plus de constituer une entrave à la circulation des poissons, la fragmentation des cours d'eau affecte les capacités d'adaptation des espèces aux changements climatiques, induit des perturbations du fonctionnement des écosystèmes aquatiques et réduit l'efficacité des services rendus par les écosystèmes.

### Classement des cours d'eau

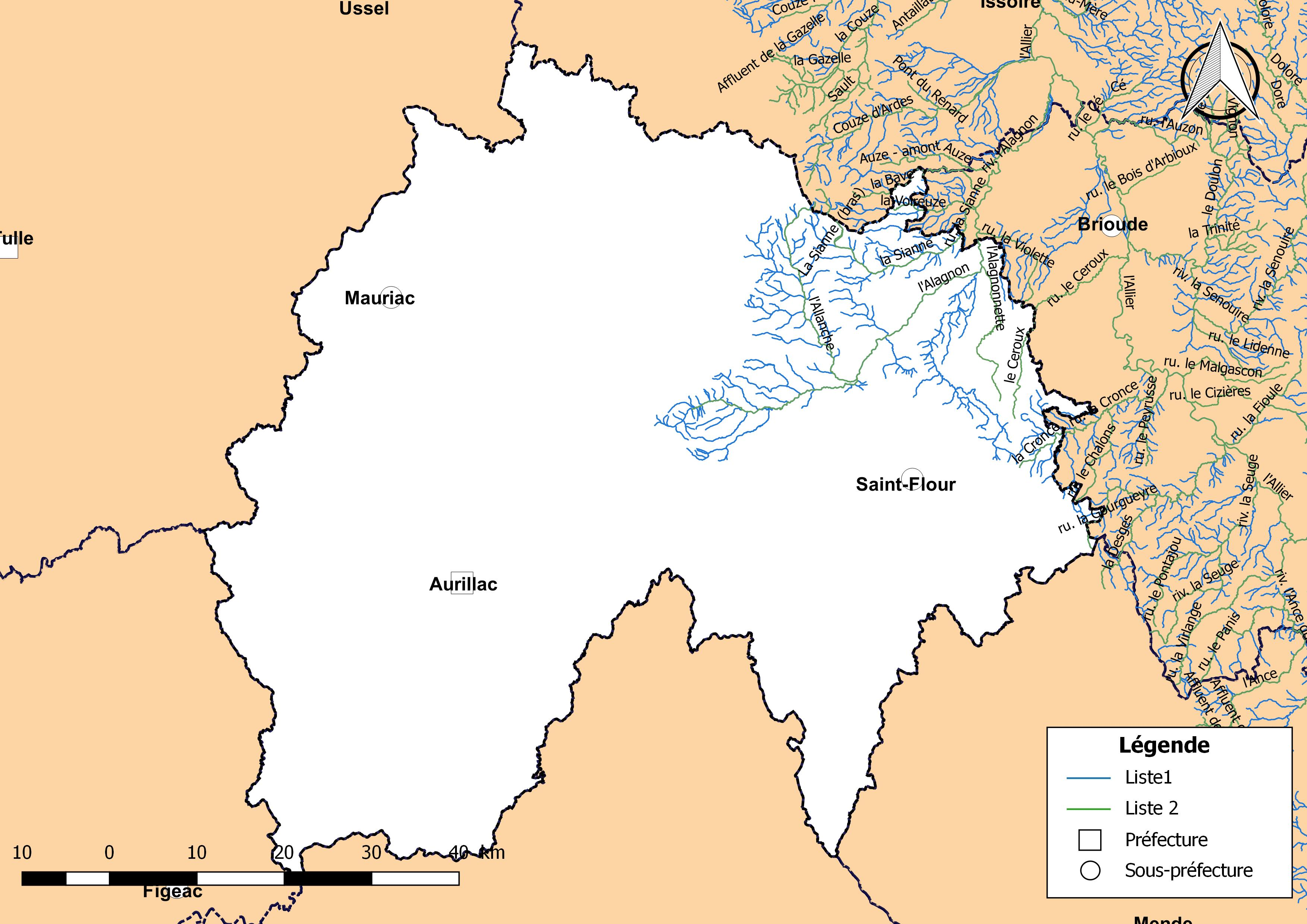
Carte des cours d'eau du Cantal classés au titre de l'article L. 214-17 du Code de l’Environnement au sein du bassin Loire-Bretagne.

Depuis plus d'un siècle, des rivières sont classées pour bénéficier de mesures de protection particulières. Ces classements de cours d'eau, outils réglementaires, ont été établis afin de limiter l'impact des ouvrages construits en travers des cours d'eau sur la circulation piscicole. Avant 2006, deux catégories distinguaient certains cours d'eau en fonction de leur état et de la volonté de préserver et restaurer la continuité écologique : les rivières classées et les rivières réservées.
À partir de 2006, les critères de classement des cours d’eau ont été adaptés aux exigences de la directive cadre sur l’eau avec la loi sur l'eau et les milieux aquatiques (LEMA) du 30 décembre 2006 et le décret n° 2007-1760 du 14 décembre 2007. Pour atteindre l’objectif de bon état des eaux, les dispositifs antérieurs sont  réformés pour intégrer l’ensemble des composantes de la continuité écologique. Deux listes de classement sont définies pour chacun des bassins hydrographiques (Article L. 214-17 du Code de l’Environnement). Les éléments de cadrage nécessaires pour l’établissement de ces nouveaux classements, qui seront arrêtés par les préfets coordonnateurs de bassin sur la base des propositions des préfets de département sont définis dans la circulaire du 6 février 2008. Le délai ultime pour procéder à la première refonte des classements était le 1er janvier 2014. Pour les cours d'eau du bassin Loire-Bretagne, les nouveaux arrêtés de classement ont été publiés le 10 juillet 2012, et pour le bassin Adour-Garonne le 7 octobre 2013.
En synthèse, ces listes s'inscrivent dans deux logiques différentes  selon l'état initial de la rivière : préserver et/ou restaurer, :
| Liste   | Objectifs | Conséquences |
| ------- | --- | --- |
| Liste 1 | Préserver les cours d’eau ou parties de cours d’eau : - en très bon état écologique, - « réservoirs biologiques », dotés d’une riche biodiversité jouant le rôle de pépinière, - nécessitant une protection complète des poissons migrateurs. | Interdiction de construire tout nouvel obstacle à la continuité écologique quel qu’en soit l’usage. Des prescriptions de maintien de la continuité écologique pour tout renouvellement de concession ou d'autorisations. |
| Liste 2 | Restaurer la continuité écologique sur les cours d’eau en assurant le transport suffisant des sédiments et la circulation des poissons. | Obligation de mise en conformité des ouvrages dans les 5 ans après publication de la liste. |

## Réservoirs biologiques
L'article R214-108 du code de l'environnement précise le contenu de la notion de réservoir biologique. Elle concerne les cours d’eau qui comprennent une ou plusieurs zones de reproduction ou d’habitat des espèces de phytoplanctons, de macrophytes et de phytobenthos, de faune benthique invertébrée ou d’ichtyofaune, et permettent leur répartition dans un ou plusieurs cours d’eau du bassin versant . Les réservoirs biologiques, nécessaires au maintien ou à l’atteinte du bon état écologique des cours d’eau, correspondent donc  : 
- à un tronçon de cours d’eau ou annexe hydraulique qui va jouer le rôle de pépinière, de « fournisseur » d’espèces susceptibles de coloniser une zone naturellement ou artificiellement appauvrie (réensemencement du milieu) ;
- à des aires où les espèces peuvent accéder à l’ensemble des habitats naturels nécessaires à l’accomplissement des principales phases de leur cycle biologique (reproduction, abri-repos, croissance, alimentation).

Dans le cadre des travaux préparatoires à l'élaboration de ce classement au sein du SDAGE Loire-Bretagne, xx réserves biologiques ont été identifiées dans le Cantal au sein du bassin Loire-Bretagne.